# Statherium
| Äon                                      | Ära                                                 | Periode    | ≈ Alter (mya) |
| später                                   | später                                              | später     | jünger        |
| ---------------------------------------- | --------------------------------------------------- | ---------- | ------------- |
| P r o t e r o z o i k u m Dauer: 1959 Ma | Neoproterozoikum Jungproterozoikum Dauer: 459 Ma    | Ediacarium | 541 ⬍ 635     |
| P r o t e r o z o i k u m Dauer: 1959 Ma | Neoproterozoikum Jungproterozoikum Dauer: 459 Ma    | Cryogenium | 635 ⬍ 720     |
| P r o t e r o z o i k u m Dauer: 1959 Ma | Neoproterozoikum Jungproterozoikum Dauer: 459 Ma    | Tonium     | 720 ⬍ 1000    |
| P r o t e r o z o i k u m Dauer: 1959 Ma | Mesoproterozoikum Mittelproterozoikum Dauer: 600 Ma | Stenium    | 1000 ⬍ 1200   |
| P r o t e r o z o i k u m Dauer: 1959 Ma | Mesoproterozoikum Mittelproterozoikum Dauer: 600 Ma | Ectasium   | 1200 ⬍ 1400   |
| P r o t e r o z o i k u m Dauer: 1959 Ma | Mesoproterozoikum Mittelproterozoikum Dauer: 600 Ma | Calymmium  | 1400 ⬍ 1600   |
| P r o t e r o z o i k u m Dauer: 1959 Ma | Paläoproterozoikum Altproterozoikum Dauer: 900 Ma   | Statherium | 1600 ⬍ 1800   |
| P r o t e r o z o i k u m Dauer: 1959 Ma | Paläoproterozoikum Altproterozoikum Dauer: 900 Ma   | Orosirium  | 1800 ⬍ 2050   |
| P r o t e r o z o i k u m Dauer: 1959 Ma | Paläoproterozoikum Altproterozoikum Dauer: 900 Ma   | Rhyacium   | 2050 ⬍ 2300   |
| P r o t e r o z o i k u m Dauer: 1959 Ma | Paläoproterozoikum Altproterozoikum Dauer: 900 Ma   | Siderium   | 2300 ⬍ 2500   |
| früher                                   | früher                                              | früher     | älter         |

Das Statherium ist ein chronostratigraphisches System und eine geochronologische Periode der Geologischen Zeitskala. Es ist das vierte System des Proterozoikums und das vierte und letzte System des Paläoproterozoikums. Es begann vor 1800 Millionen Jahren und endete vor 1600 Millionen Jahren, dauerte also 200 Millionen Jahre. Es folgte auf das Orosirium und ging dem Calymmium, dem ersten System des Mesoproterozoikums, voraus.

## Namensgebung und Definition
Der Name Statherium ist abgeleitet von gr. σταθερός – statheros = fest, stabil und soll auf die Stabilisierung bzw. Kratonisierung vieler alter Festlandskerne in dieser Zeit anspielen. Während des Statheriums entstehen auf den meisten Kontinenten neue sedimentäre Plattformen (beispielsweise auf dem Nordchina-Kraton oder auf dem Nordaustralien-Kraton) oder zuvor gebildete Faltengürtel werden dem Kraton (z. B. Fennoskandia und Laurentia) endgültig angegliedert.
Beginn und Ende des Statheriums sind nicht durch GSSPs definiert, sondern durch GSSAs (Global Stratigraphic Standard Ages), das heißt auf meist volle 100 Millionen Jahre gerundete Durchschnittswerte radiometrischer Datierungen globaler tektonischer Ruhephasen.

## Stratigraphie

### Bedeutende Sedimentbecken und geologische Formationen
- MacArthur-Becken im Northern Territory Australiens mit der MacArthur Group und der aufliegenden Nathan Group. Die 1640 ± 3 Millionen Jahre alte Barney-Creek-Formation aus der MacArthur Group ist die bisher älteste bekannte Erdöl-führende Formation mit einem TOC-Gehalt (Organischer Kohlenstoff-Gehalt) von bis zu 10,4 %.[1][2]

Das MacArthur-Becken war durch zwei Riftphasen entstanden, zuerst 1750 bis 1710 Millionen Jahre BP und erneut 1640 bis 1600 Millionen Jahre BP.
Gegen 1600 Millionen Jahre BP wurde es dann von der Isa-Orogenese teilweise verformt.
- Earaheedy-Becken in Westaustralien – 1900 bis 1650 Millionen Jahre BP
- Bangemall-Becken am Capricorn-Orogen im Westen Australiens – 1630 bis 1300 Millionen Jahre BP
- Vindhya-Supergruppe im Norden Indiens – 1700 bis 600 Millionen Jahre BP
  - Semri-Gruppe – 1721 bis 1599 Millionen Jahre BP
- Xiong'er Group des Nordchina-Kratons – 1800 bis 1750 Millionen Jahre
- Changcheng System des Nordchina-Kratons – 1731 bis 1400 Millionen Jahre BP
  - Changcheng Group – 1731 bis 1600 Millionen Jahre BP
- Animikie Group in den Vereinigten Staaten und in Kanada – 2125 bis 1780 Millionen Jahre BP

## Geodynamik

### Magmatische Akkretionsgürtel
Nach den Kontinentkollisionen, die im ausgehenden Orosirium zur Bildung von Columbia geführt hatten, legten sich ab dem Statherium subduktionsbedingte, magmatische Akkretionsgürtel um den Superkontinent:
- Yavapai-Gürtel im Südwesten und in den Central Plains der Vereinigten Staaten – 1800 bis 1700 Millionen Jahre BP
- Mazatzal-Gürtel südlich des Yavapai-Gürtels – 1700 bis 1600 Millionen Jahre BP
- Makkovik-Gürtel in Labrador – 1800 bis 1700 Millionen Jahre BP
- Labrador-Gürtel in Labrador – 1700 bis 1600 Millionen Jahre BP
- Ketiliden-Gürtel im Süden Grönlands – 1800 bis 1700 Millionen Jahre BP
- Malin-Gürtel auf den Britischen Inseln – 1800 bis 1700 Millionen Jahre BP mit
  - Rhinns Complex auf Islay (Intrusionsalter 1782 ± 5 Millionen Jahre BP), Inishtrahull (1779 ± 3 Millionen Jahre BP) und Colonsay[4]
- Transskandinavischer Magmengürtel in Skandinavien – 1800 bis 1700 Millionen Jahre BP
- Kongsberg-Gotland-Gürtel in Skandinavien – 1700 bis 1600 Millionen Jahre BP
- Rio Negro-Juruena-Gürtel in Brasilien – 1800 bis 1550 Millionen Jahre BP
- Arunta-Terran in Australien – 1800 bis 1500 Millionen Jahre BP
- Musgrave-Terran in Australien – 1800 bis 1500 Millionen Jahre BP
- Mount-Isa-Terran in Australien – 1800 bis 1500 Millionen Jahre BP
- Georgetown-Terran in Australien – 1800 bis 1500 Millionen Jahre BP
- Coen-Terran in Australien – 1800 bis 1500 Millionen Jahre BP
- Broken-Hill-Terran in Australien – 1800 bis 1500 Millionen Jahre BP

### Orogenesen
- Yapungku-Orogenese – 1795 bis 1760 Millionen Jahre BP. Kollision zwischen dem Nordaustralien-Kraton und dem Westaustralien-Kraton.

Am Südrand des Nordaustralien-Kratons ereigneten sich folgende Orogenesen:
- Strangways-Orogenese – 1780  bis 1730 Millionen Jahre BP
- Argilke-Orogenese – 1680 bis 1650 Millionen Jahre BP
- Chewings-Orogenese – 1620 bis 1580 Millionen Jahre BP

Sowie die:
- Olaria-Orogenese am Ostrand des Südaustralien-Kratons – 1670 bis 1600 Millionen Jahre BP
- Isa-Orogenese am Mount-Isa-Terran – um 1600 Millionen Jahren BP

Gegen Ende des Statheriums (um 1600 Millionen Jahre BP) begann der Superkontinent Columbia wieder auseinanderzubrechen.